# Liste der Kardinalpriester von Santa Sabina
Folgende Kardinäle waren Kardinalpriester von Santa Sabina (lat. Titulus Sanctae Sabinae):
- Pietro Illirico (425–?)
- Valente (494–?)
- Basilio, (523–?)
- Felice (590– vor 612)
- Marino (612–?)
- Marino (731– vor 741)
- Tordono (o Tordonus) (741– vor 745)
- Teofilo (745– vor 761?)
- Teofilo (757–761)
- Pietro Guglielmo (761–?)
- Eugenio Savelli (816–824), dann Papst Eugen II.
- Gioviniano (853–?)
- Stefano (964–?)
- Martino (1033– vor 1058)
- Bruno (oder Bennon, oder Brunone) (1058– vor 1088)
- Alberico (1088– um 1092)
- Bruno (1092– um 1099)
- Alberto (1099–1100)
- Vitale (1105– vor 1112)
- Uberto (o Roberto) (1112– um 1117)
- Roberto (1120–1122)
- Gregorio (1126– um 1137)
- Stanzio (oder Stancius, oder Sanctius) (1137–1143)
- Manfredo (oder Mainfray) (1143– um 1158)
- Galdino Valvassi della Sala (oder Galdinus, oder Galdimus) (1165–1176)
- Pietro (1176–1178)
- Guillaume aux Blanches Mains (1179–1202)
- Tommaso del Vescovo (de Episcopo) (1216–1243)
- Hugo von Saint-Cher (oder von San Caro), OP (1244–1263)
- Bertrand de Saint-Martin OSB, (1273–1277)
- Hughes Seguin (oder Aycelin) de Billom OP (1288–1294), In commendam (1294 –1297)
- Niccolò Boccasini OP (1298–1300), später Papst Benedikt XI.
- William Marsfeld OP (1303–1304)
- Walter Winterburn OP (1304–1305)
- Thomas Jorz OP (1305–1310)
- Nicolas Caignet de Fréauville OP, Administrator (1310–1323)
- Gérard Domar OP (1342–1343)
- Jean de la Molineyrie OP (1350–1353)
- Francesco Thebaldeschi (1368–1378)
- Giovanni de Amelia (1378–1386)
- Tommaso Clausse OP (1382–1390), Pseudokardinal von Gegenpapst Clemens VII.
- Giuliano Cesarini (1440–1444)
- Giovanni de Primis OSBCas  (1446–1449)
- Guillaume d’Estaing (1449–1455)
- Enea Silvio Piccolomini (1456–1458), dann Papst Pius II.
- Berardo Eroli (1460–1474)
- Ausias Despuig (1477–1483)
- Giovanni d’Aragona (1483–1485)
- vakant (1485–1493)
- Jean Bilhères de Lagraulas OSB (1493–1499)
- Diego Hurtado de Mendoza y Quiñones (1500–1502)
- Francisco Lloris y de Borja (1503–1505) (Kardinaldiakon)
- Fazio Santori (1505–1510)
- René de Prie (1511)
- Bandinello Sauli (1511–1516)
- Giovanni Piccolomini (1517–1521)
- vakant (1521–1533)
- Louis de Bourbon-Vendôme (1533–1550)
- Otto Truchsess von Waldburg-Trauchburg (1550–1561)
- Michele Ghislieri OP (1561–1565), später Papst Pius V.
- Simone Pasqua (1565)
- Stanislaus Hosius (1565)
- Benedetto Lomellini (1565–1579)
- Vincenzo Giustiniani OP (1579–1582)
- Filippo Spinola (1584–1593)
- Ottavio Bandini (1596–1615)
- Giulio Savelli (1616–1636)
- Alessandro Bichi (1637–1657)
- Scipione Pannocchieschi d’Elci (1658–1670)
- Luis Manuel Fernández de Portocarrero (1670–1698)
- Francesco del Giudice (1700–1717)
- Michael Friedrich von Althann (1720–1734)
- vakant (1734–1738)
- Raniero d’Elci (1738–1747); in commendam (1747–1761)
- vakant (1761–1775)
- Leonardo Antonelli (1775–1794)
- Giulio Maria della Somaglia (1795–1801)
- vakant (1801–1818)
- Johann Casimir Häffelin (1818–1822)
- Luigi Pandolfi (1823–1824)
- vakant (1824–1829)
- Gustave-Maximilien-Juste de Croÿ-Solre (1829–1844)
- Sisto Riario Sforza (1846–1877)
- Vincenzo Moretti (1877–1881)
- Edward MacCabe (1882–1885)
- Serafino Vannutelli (1887–1889)
- Agostino Bausa (1889–1899)
- François-Désiré Mathieu (1899–1908)
- Léon-Adolphe Amette (1911–1920)
- Francisco de Asís Vidal y Barraquer (1921–1942)
- vakant (1942–1946)
- Ernesto Ruffini (1946–1967)
- Gabriel-Marie Garrone (1967–1994)
- Jozef Tomko (1996–2022)
- vakant (seit 2022)